# Sadkowo (województwo zachodniopomorskie)
Sadkowo (niem. Zadtkow) – wieś sołecka w Polsce położona w województwie zachodniopomorskim, w powiecie białogardzkim, w gminie Tychowo. Według danych UM, na dzień 31 grudnia 2014 roku wieś miała 276 stałych mieszkańców.
W latach 1946–54 siedziba gminy Sadkowo. W latach 1975–1998 wieś należała do woj. koszalińskiego.
W skład sołectwa wchodzi także Liśnica.

## Położenie
Wieś leży w odległości ok. 6 km na południowy zachód od Tychowa, przy drodze wojewódzkiej nr 167, ok. 3 km do rzeki Parsęty.

## Historia
Dawny majątek rycerski rodziny von Kleist (Kleszczów). Pierwsza wzmianka pisana – 1628 r. Majątek w posiadaniu kolejno: Gustawa Ludwika Zygmunta von Petersdorff, Wilhelma von Blankenburg, Karola von den Osten, Wilhelma Fick (1928–1945). W latach 1950–1957 w Sadkowie znajdował się urząd gminy. Istniała również szkoła siedmioklasowa (w latach 90. klasy I-III), przedszkole, ośrodek kultury z biblioteką wiejską, drużyna piłkarska.

## Zabudowa wsi

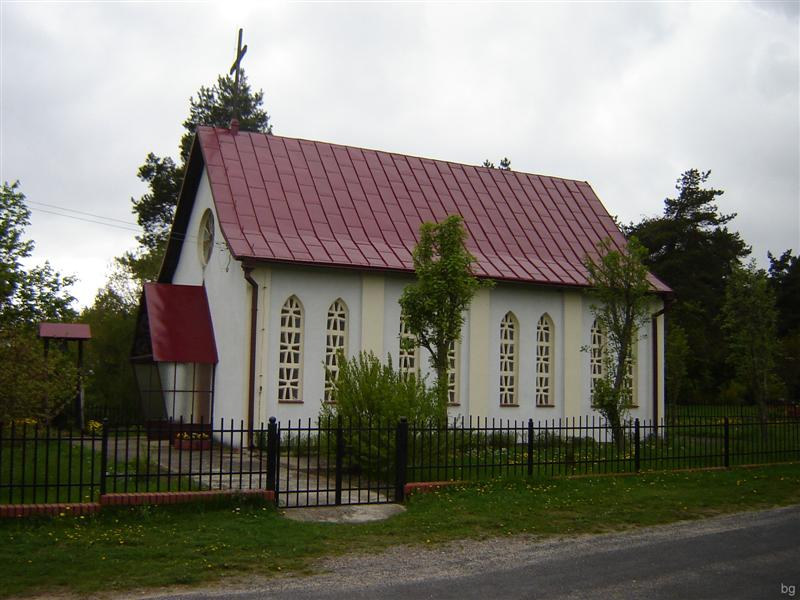
Kościół pw. MB Częstochowskiej

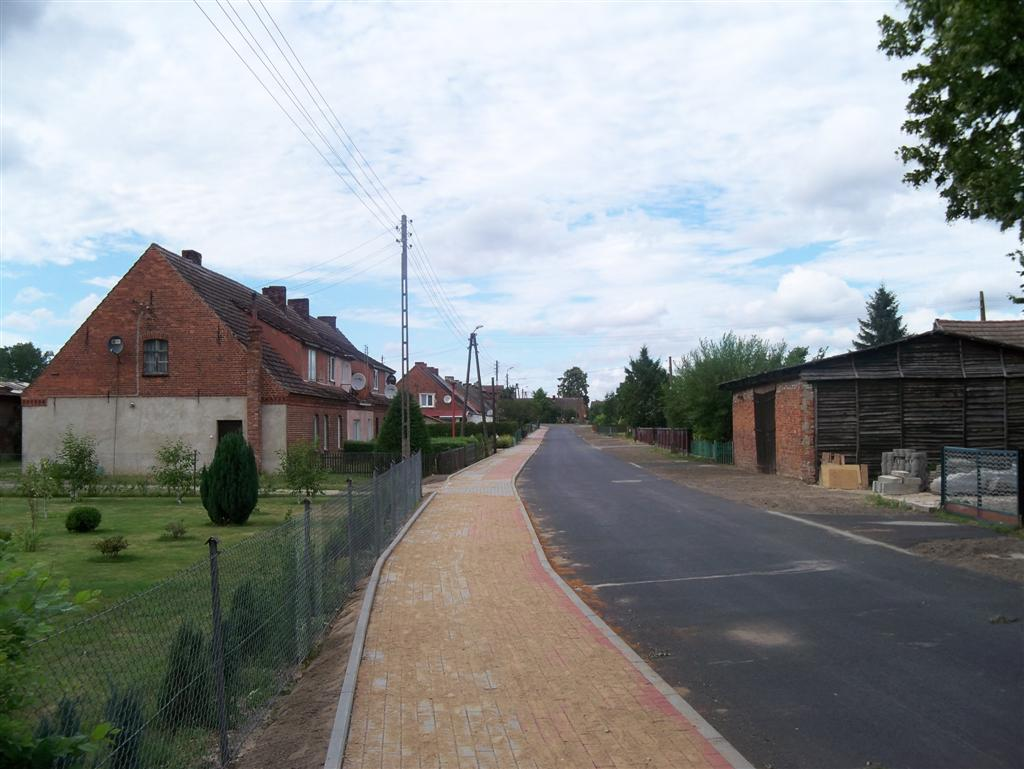
Widok wsi po przebudowie drogi w 2010 r.

- kościół filialny pw. MB Częstochowskiej, rzymskokatolicki, należący do parafii pw. MB Wspomożenia Wiernych w Tychowie, zbudowany w roku 1986, dekanatu Białogard, diecezji koszalińsko-kołobrzeskiej.

## Gospodarka
W Sadkowie jest jednostka Ochotniczej Straży Pożarnej.

## Kultura i sport
We wsi znajduje się boisko sportowe.

## Komunikacja
W miejscowości znajduje się przystanek komunikacji autobusowej.